# Веэринг, Мооритс
Мооритс Веэринг (эст. Moorits Veering; 26 декабря 1999, Таллин) — эстонский футболист, защитник.

## Биография
На детско-юношеском уровне занимался в школах клубов «Флора» и «Левадия» (Таллин). С 2016 года стал выступать на взрослом уровне в первой лиге Эстонии за второй состав «Левадии», где провёл более ста матчей. В основной команде «Левадии» сыграл первый матч в рамках Кубка Эстонии 22 июня 2018 года в игре против «Соккернета». В высшем дивизионе дебютировал 26 октября 2019 года в матче против «Маарду ЛМ», заменив на 89-й минуте Максима Подхолюзина, эта игра осталась для него единственной в рамках чемпионата за «Левадию».
В начале 2022 года перешёл в клуб высшего дивизиона Эстонии «Курессааре», где стал игроком стартового состава.

## Личная жизнь
Брат Роберт (род. 2005) также футболист.